# Van Hallstraat
De Van Hallstraat is een straat in Amsterdam-West. De straat kreeg zijn naam in 1903 en werd vernoemd naar Floris Adriaan van Hall (1791-1866), Amsterdams advocaat en minister van Financiën.
De straat ligt in de Staatsliedenbuurt en in de omgeving zijn de straten vernoemd naar staatslieden. De Van Hallstraat loopt van de Haarlemmerweg tot aan de Kostverlorenvaart. In het verlengde ligt via de Van Hallbrug de Kostverlorenstraat naar het Frederik Hendrikplantsoen. Halverwege de straat ligt het Van Beuningenplein.
Ten westen van de Van Hallstraat lag het waterleidingterrein van de Gemeente. In de jaren 90 verrees hier rond de Watertoren een nieuwbouwwijk.
Filmhuis Cavia is gevestigd aan de Van Hallstraat.

## Openbaar vervoer
In 1908 had proefbuslijn 14 kortstondig zijn eindpunt in de Van Hallstraat. Sinds 1910 had tramlijn 14 zijn eindpunt aan de Van Hallstraat. In 1942 werd lijn 14 opgeheven en nam tramlijn 10 zijn plaats in. Op 22 juli 2018 werd lijn 10 vervangen door tramlijn 5 maar is sinds 2020 langdurig vervangen door tramlijn 3. Pas sinds 1974 rijdt er door de gehele straat een buslijn, eerst buslijn 18 en sinds 2006 buslijn 21.

## Geboren
Op de Van Hallstraat nummer 25 werd op 14 december 1923 de Nederlandse schrijver Gerard Reve geboren.